# Bigoli
I bigoli (in veneto bigołi, pronuncia [ˈbiɡoli] o [ˈbiɡoi]) sono una pasta lunga, simile a un grosso spaghetto, originari del Veneto e diffusi in tutto il Veneto, Trentino e nella Lombardia orientale.

## Etimologia
Il nome bigoli letteralmente sta a significare vermicelli di pasta, ma allude anche in modo piuttosto esplicito all'organo sessuale maschile (in lingua veneta bigolo).

## Caratteristiche
Nella ricetta originale sono preparati con grano tenero, acqua e sale.
La principale caratteristica di questa pasta è la sua ruvidità, che le consente di trattenere sughi e condimenti; questa sua peculiarità le viene donata dal tipo di preparazione a filiera che impiega torchi a forma tradizionale e originariamente azionato a mano. Si chiamano comunque bigoli anche quelli di sezione quadrangolare creati con l'apposito rullo, azionato sia a manovella sia con motore elettrico.
Esistono alcune varianti di questa pasta che si ottengono variando il tipo di farina (usando la farina saracena si ottengono i bigoli scuri o, meglio, bigoli mori specialità di Bassano del Grappa e dell'area circostante) o aggiungendo l'uovo nell'impasto.
I bigoli vengono conditi con sughi tradizionali, in particolare con ragù d'anatra, bigoi co l'anara o bigoli co l'arna in veneto, un  ragù di carne d'anatra, con o senza salsa di pomodoro, arricchita eventualmente con qualsiasi altro ingrediente acconcio, o più tipicamente "in salsa", con cipolla e sardine salate  (bigoli in salsa). In realtà preferibile alla sardina è l'acciuga, che comunque in Veneto può essere chiamata anch'essa sardela, dal gusto più delicato e con decisamente minore sentore di sentina della sardina. Contrariamente agli altri condimenti di pesce, accetta abbastanza bene i formaggi come il grana, il parmigiano o l'asiago stagionato, anche se la scelta migliore sarebbe il pangrattato saltato nel burro, insaporito con alloro, rosmarino, timo e sale.

## Sagre dedicate
Ogni anno l'ultima settimana di aprile si tiene a Limena, in provincia di Padova, la cosiddetta "Festa dei bigoi al torcio" organizzata dalla Confraternita dei Bigoi al Torcio. Tutti i sabati e le domeniche di maggio si tiene la festa dei bigoli a Rovolon (Padova), in località Carbonara. Il terzo fine settimana di maggio e ad agosto, durante i festeggiamenti per San Bartolomeo, si tiene la festa dei bigoli anche ad Abano Terme (Padova) in località Monterosso. I bigoli di Monterosso e di Limena, hanno ottenuto nel 2014 la denominazione comunale (de.co), marchio di garanzia in materia di valorizzazione delle attività agroalimentari tradizionali.
Altra sagra paesana si tiene a Ceneselli (Rovigo) solitamente a cavallo tra la penultima e l'ultima settimana di agosto, con il nome dialettale di "Festa dal bigul al torc". Un'altra sagra dei Bigoli, con tanto di marchio "Sagra di Qualità", si tiene tutti gli anni a Costacciaro (Perugia) il 17, 18 e 19 agosto dove si celebrano anche i piatti tipici del Parco del Monte Cucco.
Altra sagra rinomata è quella dei "Bigoi de Bassan" di Bassano del Grappa (Vicenza) che si tiene tutti gli anni nel quartiere Ca' Baroncello nel fine settimana della prima settimana di settembre. Anche a Borgo Vodice (Latina) da due anni nell'ultima domenica di giugno, si tiene la "Festa dei bigoi al torcio".
Altra festa molto famosa è la "Bigolada" di Castel d'Ario che si tiene tutti gli anni il Mercoledì delle ceneri, dal 1848. Il piatto tipico della sagra sono i bigoli con le sarde.
A ottobre invece è il turno della "Bigolata" a Reggiolo (Reggio Emilia), 3 giorni di ottima cucina con vari tipi di bigoli.